# Habit
Habit je vlastito odijelo redovnika i redovnica u Katoličkoj Crkvi.
Već su najraniji monasi i pustinjaci koristili naročita pokornička odijela, obično crne boje. Takva se boja zadržala u Istočnoj Crkvi, a na Zapadu kroz cijeli rani srednji vijek.
Habiti monaških redova danas mogu biti raznih boja, ovisno o pripadnosti pojedinom redu. Na Zapadu se nosi »kapuca«, odnosno naročita kapuljača, na različite načine povezana s habitom, a sam je habit pripasan kožnim pojasom.
Pod utjecajem prosjačkih redova habit se počeo mijenjati, te je omogućavao veću pokretljivost pojedinca. Dok su neki prosjački redovi zadržali kožni pojas, drugi su - naročito franjevci - uveli pripasivanje konopom, tzv. kordom ili pascem.
Često se u pojedinim redovima habitu, njegovoj boji i obliku, pripisuje i simbolično značenje. Tako franjevci tumače da njihov habit ima oblik križa, pa ih podsjeća da svaki dan moraju nositi svoj križ.
Za razliku od redovnika, svećenici koji nisu redovnici nose reverendu, tamnu halju zakopčanu gumbima i pripasanu tkanenim pojasom, čija boja određuje i njihov status.
| Portal:Kršćanstvo | Portal: Kršćanstvo |